# Soaékpé-Douédy
Soaékpé-Douédy est une localité de l'ouest de la Côte d'Ivoire et appartenant au département de Facobly, Région du Guemon. La localité de Soaékpé-Douédy est un chef-lieu de commune.
Soaékpé-Douédy est l'union de deux villages comme l'indique le nom. La danse culturelle des habitants de Douédy est le Tematé et celles de Soaékpé sont le glah et le koui. Ils sont connus pour leur sens de l'humour. Ce peuple est spécialisé dans la culture du riz et du manioc.